# Vlatko Blažević
Vlatko Blažević (Zara, 23 ottobre 1994) è un calciatore croato, attaccante dell'Hrvatski vitez Posedarje.

## Carriera

### Inizi e Sebenico
Nato a Zara nel 1994, ha iniziato a giocare nelle giovanili dello Zara, esordendo in prima squadra il 28 agosto 2013, nel 1º turno di Coppa di Croazia, titolare nella sfida interna contro il Plitvica Gojanec vinta per 5-0 nella quale ha realizzato una tripletta. 3 giorni dopo, il 31 agosto, ha giocato la prima in 1. HNL (massima serie croata), entrando all' 83' della sconfitta casalinga per 2-0 dell'8ª giornata contro lo Slaven Belupo. Ha terminato la stagione con 10 presenze e 3 reti, arrivando 7º in classifica.
Nella prima metà della stagione successiva è andato in prestito al Sebenico, in 3. HNL (terza serie), giocando 12 volte e segnando 2 gol.

### Ritorno allo Zadar
Nel gennaio 2015 è ritornato anticipatamente allo Zara, facendo il suo secondo debutto l'8 febbraio, entrando al 26' del successo interno per 3-1 contro l'Osijek alla 20ª di campionato. Retrocesso in 2. HNL (seconda serie) a causa del 10º e ultimo posto, ha segnato la sua prima rete il 2 settembre 2015, alla 4ª di campionato, realizzando il definitivo 1-0 al 39' in casa contro l'HNK Gorica. Arrivato ultimo ancora una volta (12º) è rimasto anche la stagione successiva in terza serie, chiudendo la seconda esperienza a Zara con 58 presenze e 35 reti.

### Inter Zaprešić
Ha fatto ritorno in massima serie nel 2017, trasferendosi all'Inter Zaprešić, esordendo alla 1ª di campionato il 14 luglio, giocando titolare e segnando una doppietta nella vittoria casalinga per 3-1 contro il Cibalia. Ha terminato la stagione con 31 gare giocate e 10 gol, arrivando 7º in campionato.

### Secondo ritorno allo Zadar
Nella stagione 2018-2019 ha avuto la sua terza esperienza allo Zara, in seconda serie, giocando la prima gara il 23 settembre 2018, nel 5º turno di campionato, sul campo del Lučko, entrando al 56' e pareggiando per 2-2. Ha segnato le sue prime reti 2 giorni dopo, realizzando una doppietta nel successo esterno per 5-3 d.t.s. contro il Vukovar nel 2º turno di Coppa di Croazia. Ha chiuso con 16 presenze e 6 reti, arrivando 8º in classifica.

### Seregno
Nell'estate 2019 si è trasferito per la prima volta all'estero, agli italiani del Seregno, nel girone B della Serie D. Ha esordito il 25 agosto, entrando all' 81' del 1º turno di Coppa Italia Serie D sul campo della Caronnese, vincendo per 2-0. La prima in campionato l'ha giocata invece il 1º settembre, al 1º turno, entrando al 72' del 3-0 interno contro il Villa d'Almè. Ha segnato il suo primo gol l'11 settembre, alla 3ª giornata, realizzando l'1-0 al 6' nel 2-0 casalingo sull'Arconatese. Con i lombardi totalizza 25 presenze e 9 reti tra campionato e coppa.

### Ultimi anni
Nelle stagioni successive continua ad alternarsi tra Italia e Croazia: dopo un breve ritorno in patria nel Kustošija, passa al Martina impegnato nel campionato di Eccellenza pugliese. Nel marzo successivo rescinde il contratto, tornando per qualche mese nell'HNK Zara, prima di una nuova esperienza in Italia con le maglie di Pavia, Nibbiano & Valtidone e Favi Cimini.

## Statistiche

### Presenze e reti nei club
Statistiche aggiornate al 16 febbraio 2020.
| Stagione        | Squadra         | Campionato      | Campionato | Campionato | Coppe nazionali | Coppe nazionali | Coppe nazionali | Coppe continentali | Coppe continentali | Coppe continentali | Altre coppe | Altre coppe | Altre coppe | Totale | Totale | Totale |
| Stagione        | Squadra         | Comp            | Pres       | Reti       | Comp            | Pres            | Reti            | Comp               | Pres               | Reti               | Comp        | Pres        | Reti        | Pres   | Reti   |        |
| --------------- | --------------- | --------------- | ---------- | ---------- | --------------- | --------------- | --------------- | ------------------ | ------------------ | ------------------ | ----------- | ----------- | ----------- | ------ | ------ | ------ |
| 2013-2014       | Zara            | 1. HNL          | 8          | 0          | HNK             | 2               | 3               | -                  | -                  | -                  | -           | -           | -           | 10     | 3      |        |
| ago.-dic. 2014  | Sebenico        | 3. HNL          | 12         | 2          | HNK             | 0               | 0               | -                  | -                  | -                  | -           | -           | -           | 12     | 2      |        |
| gen.-giu. 2015  | Zara            | 1. HNL          | 5          | 0          | HNK             | 2               | 0               | -                  | -                  | -                  | -           | -           | -           | 7      | 0      |        |
| 2015-2016       | Zara            | 2. HNL          | 27         | 10         | HNK             | 1               | 0               | -                  | -                  | -                  | -           | -           | -           | 28     | 10     |        |
| 2016-2017       | Zara            | 3. HNL          | 22         | 25         | HNK             | 1               | 0               | -                  | -                  | -                  | -           | -           | -           | 23     | 25     |        |
| 2017-2018       | Inter Zaprešić  | 1. HNL          | 28         | 8          | HNK             | 3               | 2               | -                  | -                  | -                  | -           | -           | -           | 31     | 10     |        |
| 2018-2019       | Zara            | 2. HNL          | 14         | 3          | HNK             | 2               | 3               | -                  | -                  | -                  | -           | -           | -           | 16     | 6      |        |
| Totale Zadar    | Totale Zadar    | Totale Zadar    | 76         | 38         | -               | 8               | 6               | -                  | -                  | -                  | -           | -           | -           | 84     | 44     |        |
| 2019-2020       | Seregno         | D               | 21         | 6          | CI-D            | 4               | 3               | -                  | -                  | -                  | -           | -           | -           | 25     | 9      |        |
| Totale carriera | Totale carriera | Totale carriera | 137        | 54         | -               | 15              | 11              | -                  | -                  | -                  | -           | -           | -           | 152    | 65     |        |